# Arthur Roche
Arthur Roche   (Batley, 6 de març de 1950) és un cardenal anglès de l'Església Catòlica que ha servit com a prefecte de la Congregació per al Culte Diví des de 2021. Anteriorment va exercir com a secretari de la congregació del 2012 al 2021.
Abans del seu servei a la cúria romana, Roche va ser bisbe de Leeds del 2004 al 2012. Va servir com a bisbe coadjutor de Leeds sota el bisbe David Konstant (2002-2004), i abans com a bisbe auxiliar de l'arxidiòcesi de Westminster (2001). –2002). Va ser nomenat arquebisbe quan es va incorporar a la cúria romana el 2012.
El 27 d'agost de 2022, el papa Francesc el va elevar al Col·legi de Cardenals.

## Biografia
Arthur Roche va néixer a Batley Carr, al West Riding de Yorkshire, Anglaterra, d'Arthur i Frances Roche. Va assistir a St Joseph's Primary School, St John Fisher High School i Christleton Hall. De 1969 a 1975, va estudiar al St Alban's College de Valladolid, on es va llicenciar en teologia per la Universitat Pontifícia de Comillas. Al seu retorn a Anglaterra, va ser ordenat sacerdot pelbisbe William Wheeler per a la diòcesi catòlica de Leeds el 19 de juliol de 1975.
El primer nomenament de Roche a la diòcesi va ser com a vicari a l'església Holy Rood de Barnsley fins al 1978, quan es va convertir en secretari privat del bisbe William Gordon Wheeler. Va ser nomenat vicecanceller de la diòcesi el 1979. De 1982 a 1989, va ser membre del personal de la catedral de Santa Anna de Leeds i va ajudar a organitzar la visita del papa Joan Pau II a York el maig de 1982.
Roche va ser secretari financer diocesà de 1986 a 1991 i rector de l'església de St Wilfrid de 1989 a 1991. El 1991, va estudiar a la Pontifícia Universitat Gregoriana, obtenint una llicència en teologia (STL). Després esdevingué director espiritual del Venerable English College. Va ser nomenat secretari general de la Conferència Episcopal Catòlica d'Anglaterra i Gal·les l'abril de 1996 i va rebre el títol de Monsenyor.

### Bisbe auxiliar de Westminster
El 12 d'abril de 2001, el papa Joan Pau II va nomenar Roche bisbe auxiliar de Westminster i bisbe titular de Rusticiana. Va rebre la seva consagració episcopal el 10 de maig següent a la catedral de Westminster del cardenal Cormac Murphy-O'Connor, amb els bisbes David Konstant i Victor Guazzelli servint com a co-consagradors

### Coadjutor i bisbe de Leeds
Roche va ser nomenat coadjutor del bisbe de Leeds, David Konstant, el 16 de juliol de 2002. Roche es va convertir en el novè bisbe de Leeds quan el papa Joan Pau va acceptar la renúncia del bisbe Konstant per motius de salut el 7 d'abril de 2004.
A la diòcesi de Leeds, el 2008 els plans de Roche de tancar set parròquies van produir protestes vigoroses, especialment per part d'una parròquia d'Allerton Bywater que ofereix una missa en llatí.
Roche havia estat esmentat com a possible successor del cardenal Murphy-O'Connor com a arquebisbe de Westminster, líder de l'Església a Anglaterra i Gal·les. Fins i tot es deia que era el candidat favorit del cardenal. El seu nom també havia estat esmentat com a possible successor de l'arquebisbe Kevin McDonald com a arquebisbe de Southwark.

#### Comissió d'anglès a la litúrgia
El juliol de 2002, mentre continuava com a bisbe de Leeds, Roche va ser elegit president de la Comissió Internacional sobre l'anglès a la litúrgia, que supervisa la traducció dels textos litúrgics llatins a l'anglès. La Comissió no havia aconseguit la confirmació de la Santa Seu de la seva traducció del Missal de 1998, i el nomenament de Roche, juntament amb la substitució del personal, formava part d'una revisió per garantir una traducció més precisa que un nombre creixent de bisbes i funcionaris del Vaticà havia desitjat al llarg dels anys.
Com a president de la Comissió Internacional d'Anglès a la Litúrgia, corresponia a Roche supervisar les etapes finals de l'obra i després anunciar que la nova traducció del Missal a l'anglès estava preparada. Va seguir un resultat positiu de la votació del text per part de totes les conferències episcopals de parla anglesa del món. Aquesta nova traducció del Missal Romà es va introduir a les parròquies catòliques del Regne Unit el setembre de 2011.

### Dicasteri per al Culte Diví
El 26 de juny de 2012, el Papa Benet XVI va nomenar Roche Secretari de la Congregació per al Culte Diví i la Disciplina dels Sagraments i el va elevar al rang d'arquebisbe. Com a secretari, va mantenir el perfil baix propi del seu rang curial, signant declaracions i fent relacions de premsa conjuntament amb el prefecte de la congregació, fins al 2014 el cardenal Antonio Cañizares Llovera i del 2014 al 2021 el cardenal Robert Sarah. El 2016 va explicar la decisió del papa Francesc de permetre que la cerimònia de rentat de peus del Dijous Sant inclogués dones. Ho va descriure com un retorn a les pràctiques davant el papa Pius XII va reorganitzar els serveis de Setmana Santa el 1955. Va contradir els informes de premsa que el cardenal Sarah estava en desacord amb el papa en aquest canvi. Va dir: "No en sóc conscient i sóc el col·laborador més proper de Sarah".
El papa Francesc li va demanar el desembre de 2016 que presidís una comissió informal per determinar qui hauria de tenir la responsabilitat de traduir els textos litúrgics a la llengua vernacla. El setembre de 2017, quan Francesc va publicar el seu document Magnum principium que donava a les conferències episcopals nacionals el paper dominant i limitava l'autoritat de la Congregació per al Culte Diví, Roche va ser l'únic autor del comentari de la Congregació per al Culte Diví.
El 29 de març de 2014, el Papa Francesc va nomenar Roche membre del Consell Pontifici per a la Cultura. El 29 de juliol de 2019, el papa Francesc el va nomenar membre del grup que revisa les apel·lacions de condemnes per delicta graviora, els delictes més greus tractats per la Congregació per a la Doctrina de la Fe.
El 27 de maig de 2021, el papa Francesc el va nomenar prefecte de la Congregació per al Culte Diví.Amb aquest nomenament, Roche es va convertir en el clergue anglès de més alt rang al Vaticà. El 13 de juliol de 2022, el Papa Francesc el va nomenar membre del Dicasteri dels Bisbes.El 27 d'agost de 2022 el papa Francesc el va crear cardenal diaca, assignat a San Saba com a diaconat.

### Traditionis Custodis i restriccions al Missal de 1962
Uns mesos després del mandat de Roche com a prefecte, el papa Francesc va emetre el motu propi, Traditionis Custodes, que restringia severament la celebració de la missa segons el Missal de 1962, més conegut com a Missa tradicional llatina. Roche i la seva congregació es van encarregar d'implementar el Motu Propio. El 18 de desembre de 2021, Roche va emetre una Responsa ad Dubia sobre Traditionis Custodes. En aquest document es van aclarir les restriccions, incloses les restriccions a la celebració dels sagraments segons l'antic ritu i una prohibició total de la celebració dels sagraments de l'Ordre i la Confirmació.segons l'antic ritu. Roche també ha afirmat que s'ha "reduït" la promoció de la Missa Tradicional Llatina i que el permís per celebrar l'antic ritu és una concessió que es fa als qui estan adscrits a l'antic ritu però no és una oportunitat per a l'antic ritus. ser promogut

#### Crítica sobre la supressió de la Missa Tradicional Llatina
Roche ha estat objecte de crítiques de nombrosos grups pel seu paper en la implementació de Traditionis Custodes, i alguns afirmen que els passos que està prenent Roche són "cruels", "innecessàriament dures" o fins i tot il·legals. Roche ha rebutjat les afirmacions que les restriccions que s'apliquen són il·legals, afirmant en una entrevista que les restriccions són "legítimes i compleixen plenament amb el Dret Canònic". En una carta al cardenal Vincent Nichols, l'arquebisbe de Westminster, Roche va afirmar que el papa Pau VI havia "abrogat" l'Antic Ritu. L'avaluació de Roche semblava contradir l'afirmació del Papa Benet XVI al seu Motu Propio, Summorum Pontificum de 2007, que l'Antic Ritu mai havia estat abrogat Alguns han afirmat que Roche s'ha contradit durant el procés d'implantació de restriccions al Ritu Antic, atès que l'any 2015, quan va parlar de per què es va permetre la celebració de la Missa tridentina, va afirmar "volem unitat a l'Església i no només una simple uniformitat, el Papa Francesc vol unitat amb diversitat". El gener de 2022, en una entrevista amb Catholic News Service, Roche va declarar que si els fidels no prenen Traditionis Custodes seriosament, llavors això és "una decisió seriosa que la gent està prenent". Roche també va afirmar en l'entrevista que el camí que el papa Francesc ha escollit en el tema de la celebració del vell ritu és quelcom que li ha encomanat el Concili Vaticà II. En la mateixa entrevista, Roche, també va indicar que es va fer la promulgació de Traditionis Custodes, perquè era evident que el Ritu Antic s'estava promocionant en lloc de ser vist com una concessió i segons Roche se suposava que l'abonament del Ritu Antic havia de ser. simplement una concessió i cura dels adscrits a ella.

## Enllaços extens
- «Roche Card. Arthur». Arxivat de l'original el 28 agost 2022.
- «Archbishop Arthur Roche». [self-published]